# Passiflora loefgrenii
Passiflora loefgrenii Vitta – gatunek rośliny z rodziny męczennicowatych (Passifloraceae Juss. ex Kunth in Humb.). Występuje endemicznie w Brazylii (Minas Gerais, São Paulo, Paraná oraz Santa Catarina). 

## Morfologia

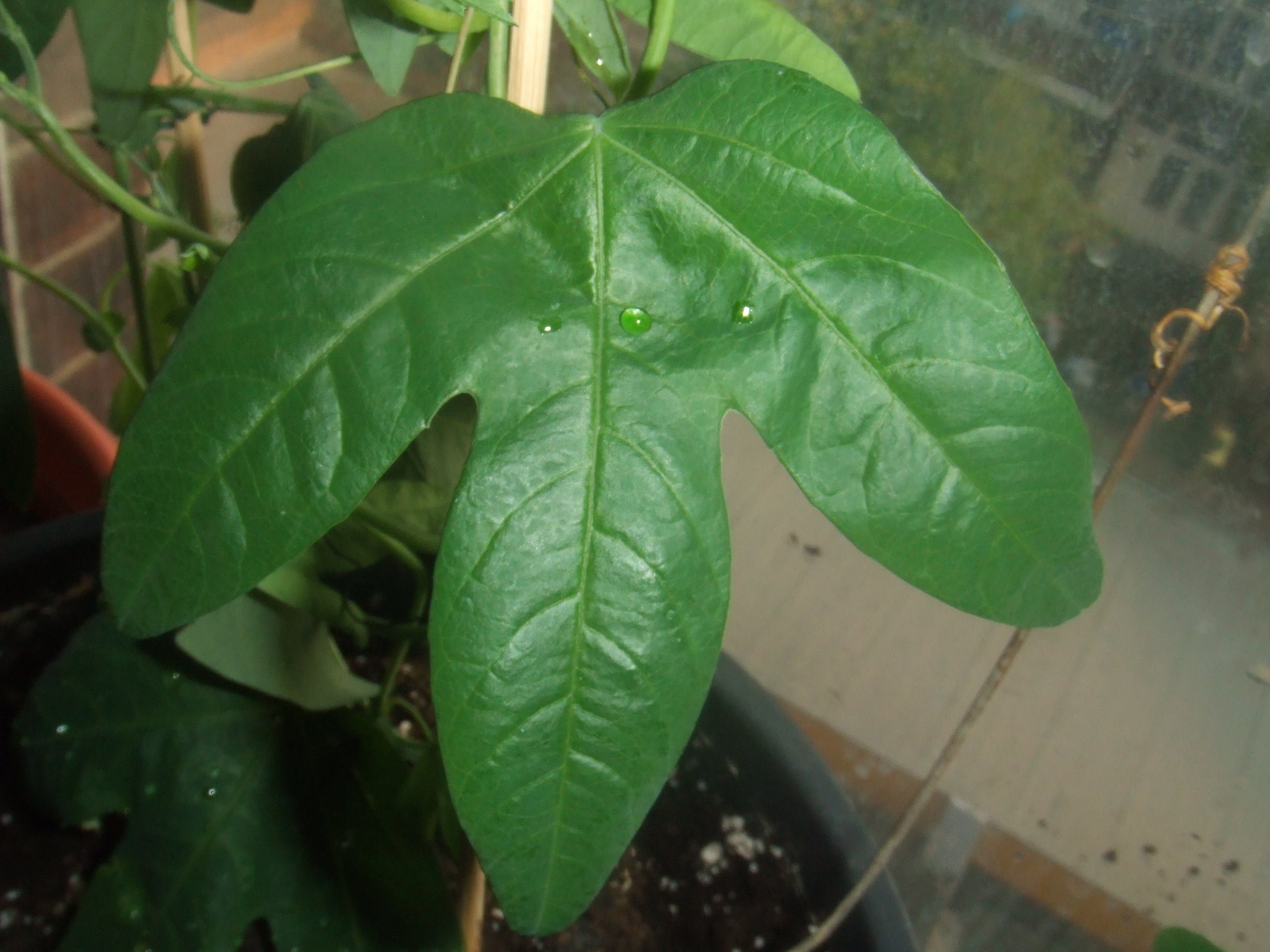
Liście są potrójnie klapowane

PokrójZdrewniałe, trwałe, owłosione liany.
LiściePotrójnie klapowane, rozwarte lub ostrokątne u podstawy. Mają 5–9,5 cm długości oraz 5,5–14 cm szerokości. Całobrzegie lub ząbkowane, z tępym lub ostrym wierzchołkiem. Ogonek liściowy jest owłosiony i ma długość 30–70 mm. Przylistki są w kształcie nerki, mają 20–35 mm długości.
KwiatyPojedyncze. Działki kielicha są podłużnie lancetowate, purpurowe, mają 4–5,5 cm długości. Płatki są podłużne, purpurowe, mają 4–5,5 cm długości. Przykoronek ułożony jest w 6–7 rzędach, purpurowo-białawy, ma 10–20 mm długości.
OwoceSą elipsoidalnego kształtu. Mają 6 cm długości i 4 cm średnicy.